# L'amour
L'amour è il secondo album in studio del cantante italiano Fatur, pubblicato nel 1997.

## Tracce
1. Aeropolis
2. Sex In The Car
3. Brigitte
4. Antigas Band
5. Neon Blu
6. Disco Star
7. Freedom
8. Top Model Party
9. Stella Della Notte
10. Cosmik Punk

## Crediti
- Danilo Fatur - voce
- Enrico "Era" Degli Esposti - chitarra, tastiere, basso, drum machine e produzione
- Cristina Luppi - voce e cori
- Erio Lugli - batteria
- Bob Lugli - chitarra in Cosmik Punk